# Kleinhöflein (Gemeinde Retz)
Kleinhöflein ist eine Ortschaft und Katastralgemeinde in der Stadtgemeinde Retz im Bezirk Hollabrunn in Niederösterreich mit 285 Einwohnern (Stand 1. Jänner 2024). Bis Ende 1968 war Kleinhöflein eine eigenständige Gemeinde.

## Geografie
Das Linsendorf liegt östlich von Retz.

## Geschichte
Funde belegen eine Besiedlung in der frühen Bronzezeit. Urkundlich wurde der Ort 1363 genannt.
Im Jahr 1822 wurde der Ort als Dorf mit 78 Häusern genannt, das über eine Pfarre und eine Schule verfügte. Die Herrschaft Althof Retz besaß die Ortsobrigkeit, übte die Landgerichtsbarkeit aus, besorgte die Konskription und hatte die Grundherrschaft inne. Laut Adressbuch von Österreich waren im Jahr 1938 in der Ortsgemeinde Kleinhöflein eine Bäckerin, ein Fleischer, ein Gärtner, eine Gastwirtschaft, drei Gemischtwarenhändler, sieben Gurkenhändler, ein Papier- und Schreibwarenhändler, ein Pferdehändler, ein Schlosser, ein Schmied, vier Schneiderinnen, zwei Schuster und ein Landwirt ansässig.
Mit 1. Jänner 1969 wurde das ehemals selbständige Kleinhöflein gemeinsam mit Kleinriedenthal, Obernalb und Unternalb nach Retz eingemeindet.

### Verbauung
Der Ort zeigt eine geschlossene Verbauung mit Zwerchhöfen teils noch mit originalen Fassaden. Südlich des Ortes liegt eine schmale Kellergasse mit geschlossener Verbauung durch trauf- und giebelständigen Keller und Presshäuser.

## Kultur und Sehenswürdigkeiten

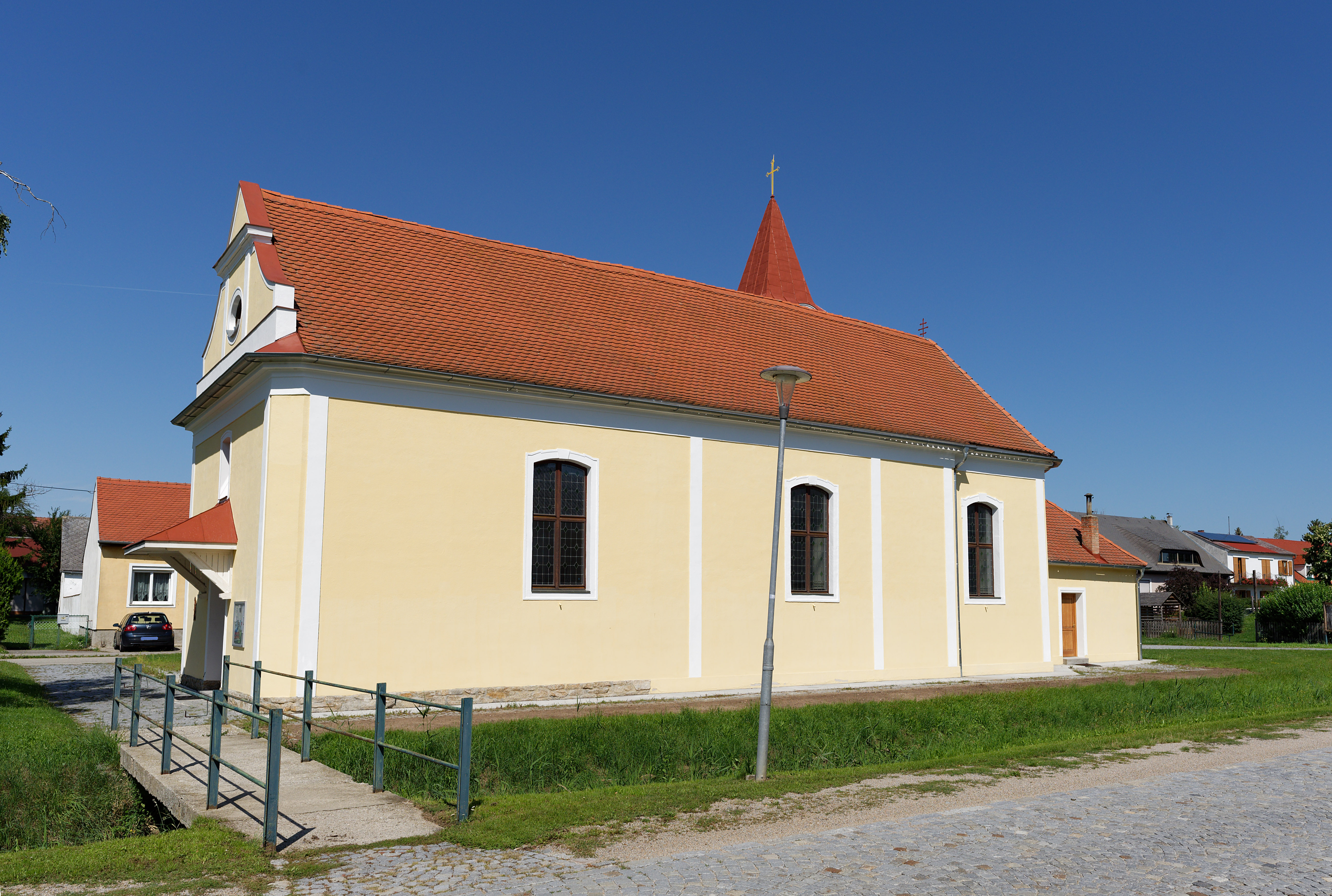
Pfarrkirche Kleinhöflein

- Katholische Pfarrkirche Kleinhöflein hl. Josef auf dem Anger.
- Figur hl. Johannes Nepomuk auf einem Volutensockel auf dem Anger.
- Bildstock am Ende der Kellergasse.
- Bildstock südwestlich des Ortes in den Weinbergen
- Bildsäule westlich des Ortes an der Straße nach Retz
- Bildstock nördlich des Ortes in den Weinbergen
- Bildstock nördlich des Ortes an der Straße nach Unterretzbach